# ニューグレン
ニューグレン（New Glenn）は、アメリカ合衆国の宇宙企業ブルーオリジンが民間資本により開発している大型ロケット。

## 概要

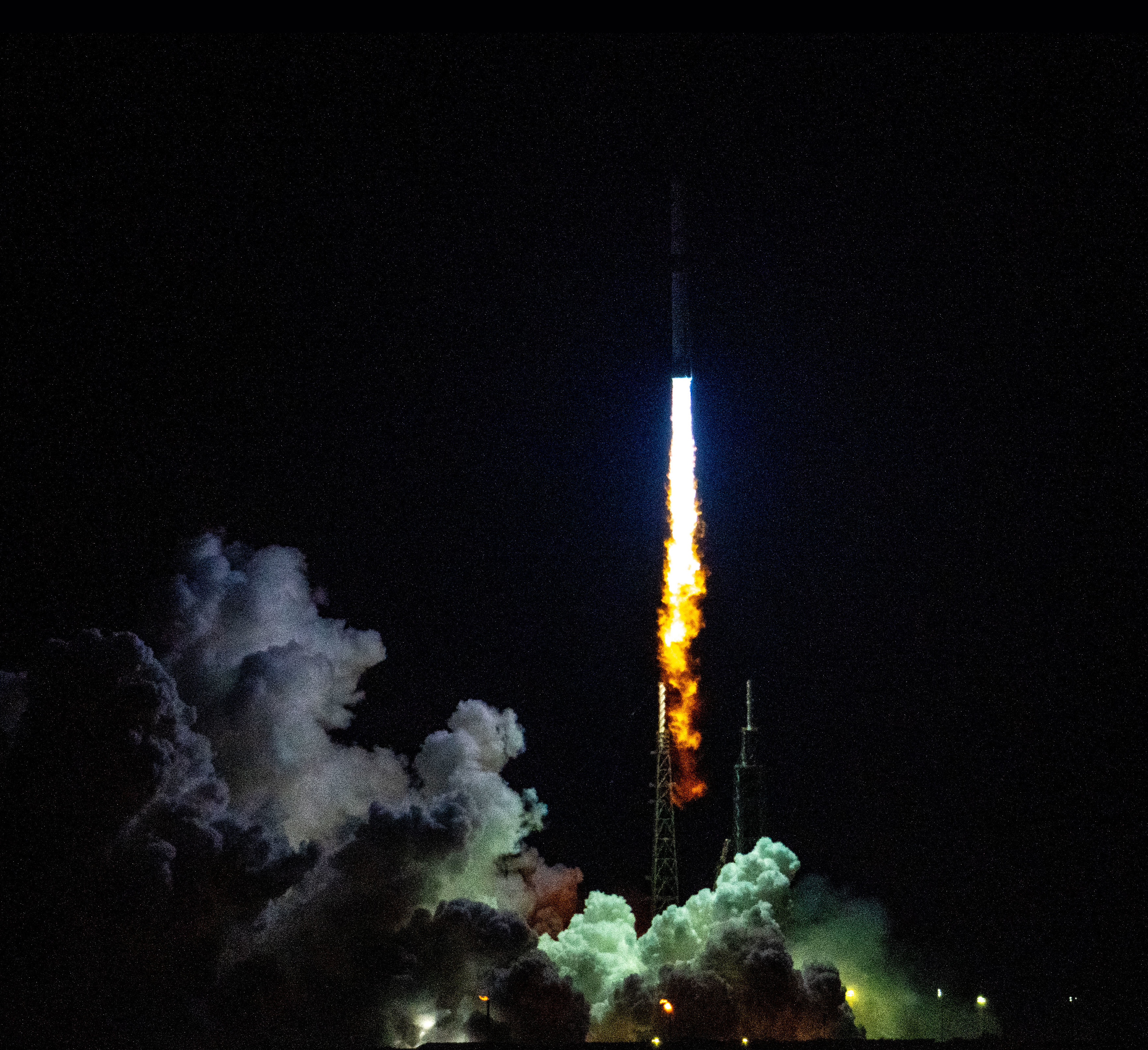
ニューグレンの初打ち上げ

ニューグレンは、直径7 mの2段式のロケットである。1段目には同社が開発するBE-4エンジンが7基搭載される。同じく同社が開発したサブオービタル機ニューシェパード同様に、1段目の再使用が計画されている。
ロケットの設計は2012年から開始されており、機体の詳細は2016年9月の公式発表により始めて明らかにされた。初打ち上げは当初2019年頃とされていたが、その後の開発遅延繰り返しにより、ようやく2025年1月15日に実施され成功した（ブースター回収は失敗）。
ニューグレンの名称は、アメリカで初めて地球周回軌道を飛行したジョン・グレン宇宙飛行士に由来する。

## 仕様
ニューグレンは、直径7 mの2段式ロケットで、1段目のブースターの再使用を行う。
1段目には、同社が開発したBE-4メタン/LOXエンジンを7基搭載する。1段目は地上に垂直着陸させて再利用を行う計画で、この方式は先行するニューシェパードにおいて2015年から2016年にかけてテストされた。
2段目は1段目と直径は同じだが、搭載するエンジンは真空環境に最適化された2基のBE-3Uエンジンとなる。推進剤としてはLH2/LOXを用いる。BE-3Uも同じくブルーオリジンが開発したエンジンで、こちらは既にニューシェパードにおいて大気下に最適化されたバージョンが使用されている。当初は1基のBE-4U（BE-4の真空環境に最適化されたバージョン）を用いるとされていたが、開発の遅れから2018年に変更された。
ニューグレンの1段目のブースターは最低でも25回のミッションに耐えられるようデザインされている。
ニューグレンの打ち上げには、ブルーオリジンが2015年にリースしたケープカナベラル空軍基地LC-36が使用される計画である。

## 打ち上げ履歴
| No | 打ち上げ日時 （UTC） | ブースター | 射場      | 積荷         | 積荷の 重量 | 軌道 | 荷主           | 打上 結果 | 着陸 結果 |
| -- | --- | ---------- | --------- | ------------ | ----------- | ---- | -------------- | --------- | --------- |
| 1  | 2025年1月16日 07:03 | GS1-SN001  | KSC LC-36 | ブルーリング | 不明        | MEO  | ブルーオリジン | 成功      | 失敗      |
| 1  | ニューグレンの初飛行。同社が開発する輸送プラットフォームブルーリングの実証機が搭載された。2段目は軌道に到達し打ち上げに成功した。一方で同時に試みられた1段目の回収は失敗した。 |            |           |              |             |      |                |           |           |